# Claude Delvincourt
Claude Delvincourt (París, 12 de juny de 1888 – Orbetello, província de Grosseto, Itàlia, 5 d'abril de 1954) fou un compositor i pianista francès.
Alumne de Charles Vidor en el conservatori, on assolí sobresortir i el 1913 compartí amb Lili Boulanger el Gran Premi de Roma per la cantata Faust i Elena. El 1924, i com a fruit de la seva estança a Roma, donà a conèixer el seu poema simfònic L'ofrena a Civa —més aviat considerada com una llegenda coreogràfica—, i successivament produí el poema simfònic Typhaon, algunes obres sacres del gènere coral i una sonata per a piano i violí. Per premiar els seus interessants treballs, fou nomenat director del conservatori de Versalles (1931), i la bona acollida de les seves produccions es confirmà en donar a conèixer llurs Râdio-Sérenade i Festa de tardor, que havia preparat per a les grans festes fluvials de l'Exposició de París del 1937, així com els seus comentaris orquestrals pels films L'appel du silence, Pamir i Tableaux d'Asie; amb l'òpera bufa La femme è barbe, representada a Versalles el 1938, i amb els cors per la tragèdia Èdip rei (Orange, 1939).
Atenent l'esperit i la iniciativa tan vivaç, que s'havia fet tan palesa en llurs obres i en el seu sistema d'ensenyament i difusió de l'art, el govern del mariscal Pétain li confià, l'abril del 1941, la direcció del Conservatori Nacional de Música i Declamació. Ses obres escèniques, Lucífer, llegenda musical i coreogràfica, i Bal Venitien, les quals varen ser incloses en el programa de novetats de la Gran Òpera. Entre altres celebrades composicions seves, mereixen recordar-se Les Onchets, per a cant i piano; Les Danseries (violí i piano); Poèmes (cançons amb lletra de Maurice d'Assier); la versió instrumental de Boccaceries, i les suites per a piano titulades Heures juvéniles, Images du temps passé, Croquembouches, etc.
Morí d'accident d'automòbil en la carretera italiana d'Orbetello, a Itàlia.